# Kontrollpunkt

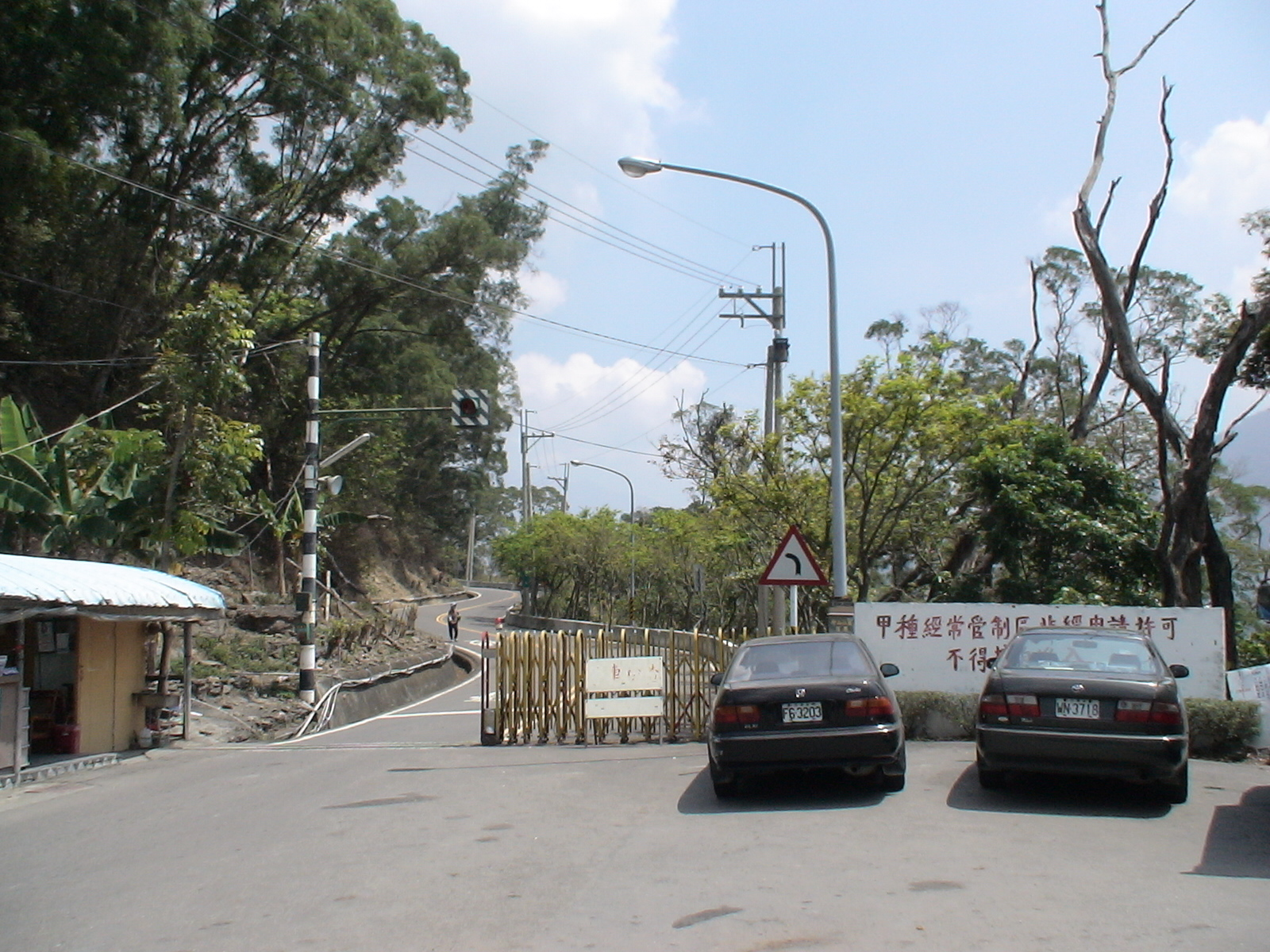
Kontrollpunkt in Taiwan

An einem Kontrollpunkt (engl. checkpoint) werden Personen, Sachen, Ereignisse und/oder Vorgaben nach festgelegten Kriterien überprüft. Die Kontrolle kann bei Zugang, Passage oder bei Abgang erfolgen.

## Kontrollarten und -ziele
- Personenkontrollen bzw. Grenzkontrollen: Überprüfung von Dokumenten (Reisepässen, Ausweisen, Passierscheinen, Eintrittskarten, sonstigen Dokumenten), Überprüfung auf mitgeführte Sachen (z. B. Schmuggelware, Diebesgut, Waffen, unerlaubte Gegenstände), angemessene Kleidung bzw. Ausrüstung, Alterskontrolle, physische Kontrolle (z. B. Gesundheit, körperliche Eignung), Eignungskontrolle nach festgelegten Vorgaben, Überprüfung auf Zugehörigkeit zu einem festgelegten Personenkreis (Qualifikation, ethnische Gruppe, Mitgliedschaft) usw.
- Warenkontrollen: Qualitätsprüfung, Zollkontrolle usw.
- Zeitkontrollen: Sportwettkämpfe, Grenzwerte bei zeitkritischen Vorgängen
- Beobachtungen: Naturereignisse  wie Wetter, Klima, Tektonik, Wasserstand (Pegel), Strömungen
- Kontrollstelle der Polizei oder des Militärs (Personen, Sachen und Fahrzeuge)
- statistische Kontrollen: Registrierung von Mengen, Maßen, Qualität und Einordnung in einen Zeitrahmen.
- Trigonometrischer Punkt (Vermessung)

## Besonderheiten
Da nach westlicher Auffassung an der Grenze zur DDR keine völkerrechtlich legitimierte Grenze bestand, gab es im offiziellen westlichen Sprachgebrauch keine „Grenzkontrollstelle“, sondern nur einen Kontrollpunkt, z. B. den Checkpoint Alpha, den Checkpoint Bravo sowie den Checkpoint Charlie.